# 蘇瓦雷赫

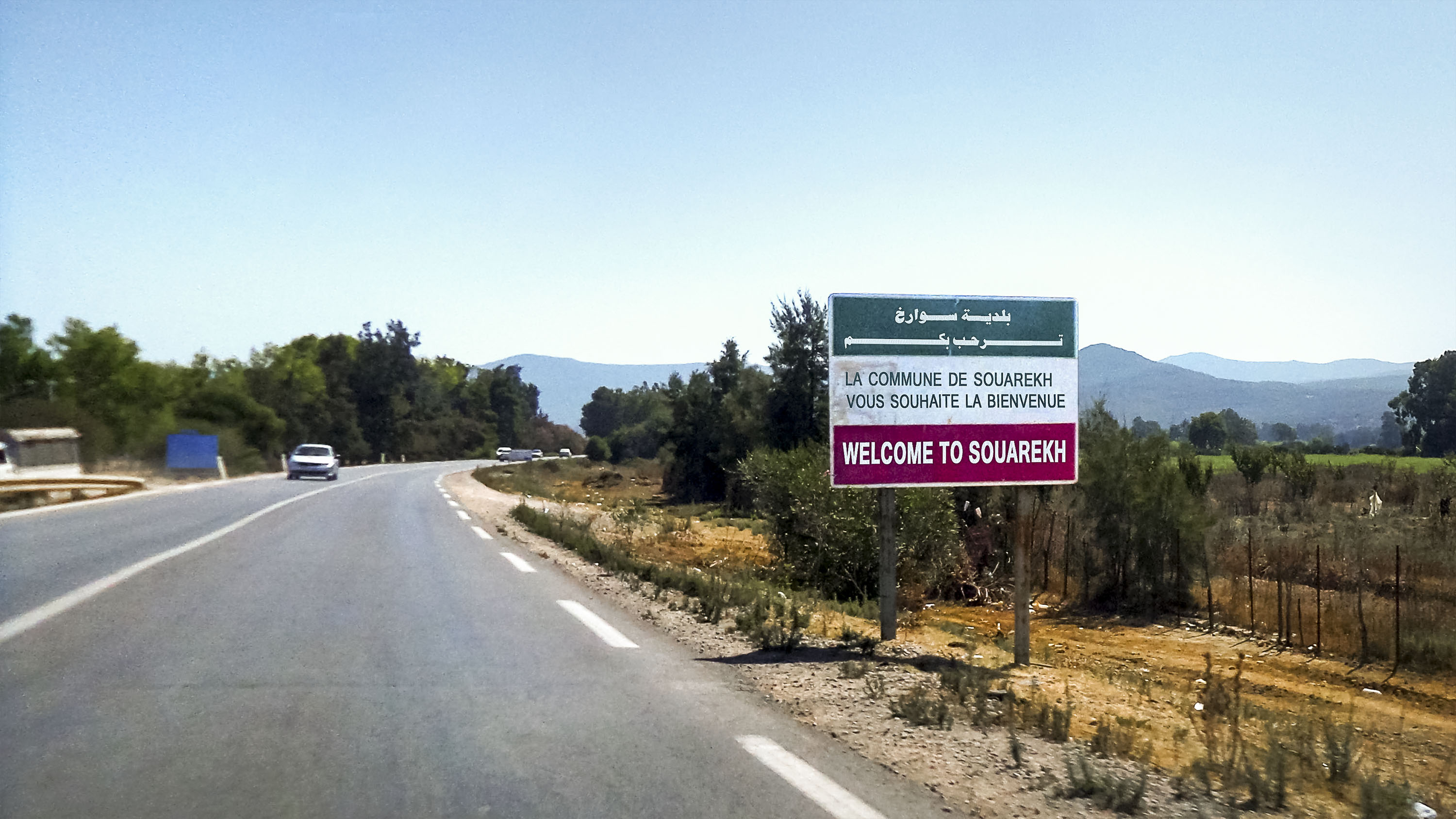
蘇瓦雷赫

蘇瓦雷赫（阿拉伯语：‎），是阿爾及利亞的城鎮，位於該國東北部塔里夫省，由卡拉區負責管轄，面積87平方公里，海拔高度3米，2008年人口8,173，人口密度每平方公里94人。